# Brasília Paulista
Brasília Paulista é um bairro rural (área urbana isolada) do município brasileiro de Piratininga, no interior do estado de São Paulo.

## História

### Origem
O bairro se desenvolveu ao redor da estação ferroviária Brasília, inaugurada pela Companhia Paulista de Estradas de Ferro em 30/05/1926.

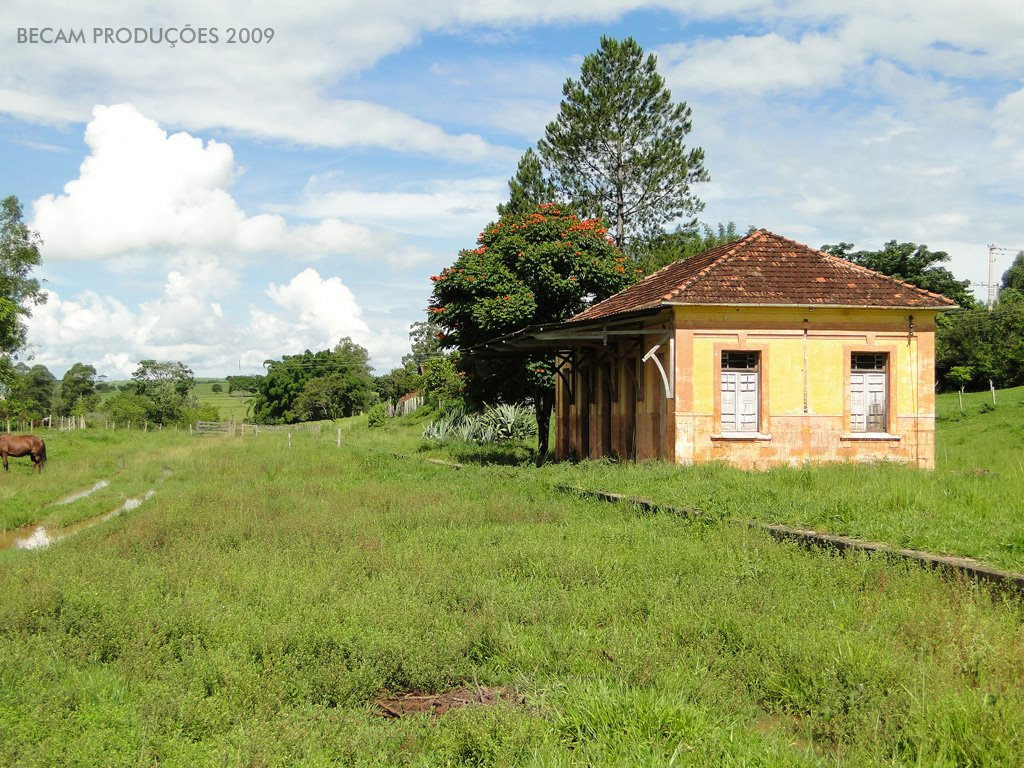
Antiga estação ferroviária.

### Formação administrativa
- Decreto nº 18.346 de 28/10/1948 - Cria a 2ª subdelegacia de polícia na localidade conhecida por Brasília, no distrito e município de Piratininga[4].

## Geografia

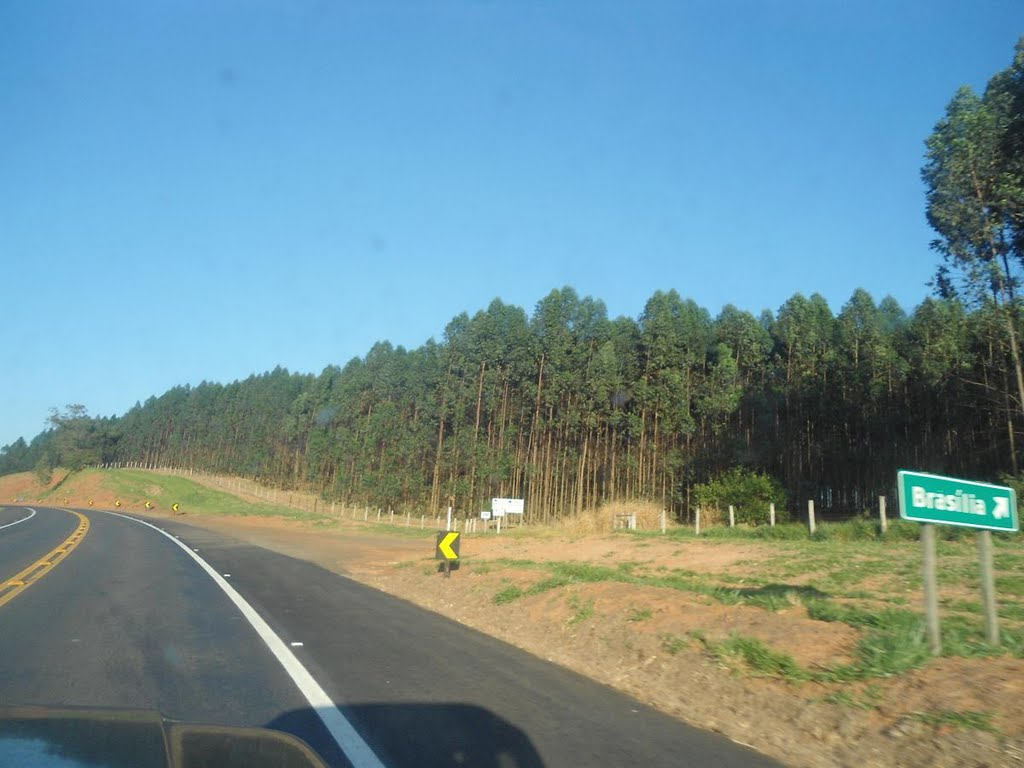
Acesso ao povoado pela SP-225.

### Demografia

#### População urbana
| Crescimento população urbana | Crescimento população urbana | Crescimento população urbana | Crescimento população urbana |
| Censo                        | Pop.                         |                              | %±                           |
| ---------------------------- | ---------------------------- | ---------------------------- | ---------------------------- |
| 2010                         | 134                          |                              | —                            |
| Fonte: IBGE e Fundação SEADE |                              |                              |                              |

Até o Censo 2010 (IBGE) Brasília Paulista era classificado pelo IBGE como área urbana isolada do distrito sede.

### Rodovias
O principal acesso ao bairro é a Rodovia Eng. João Baptista Cabral Rennó (SP-225).

## Serviços públicos

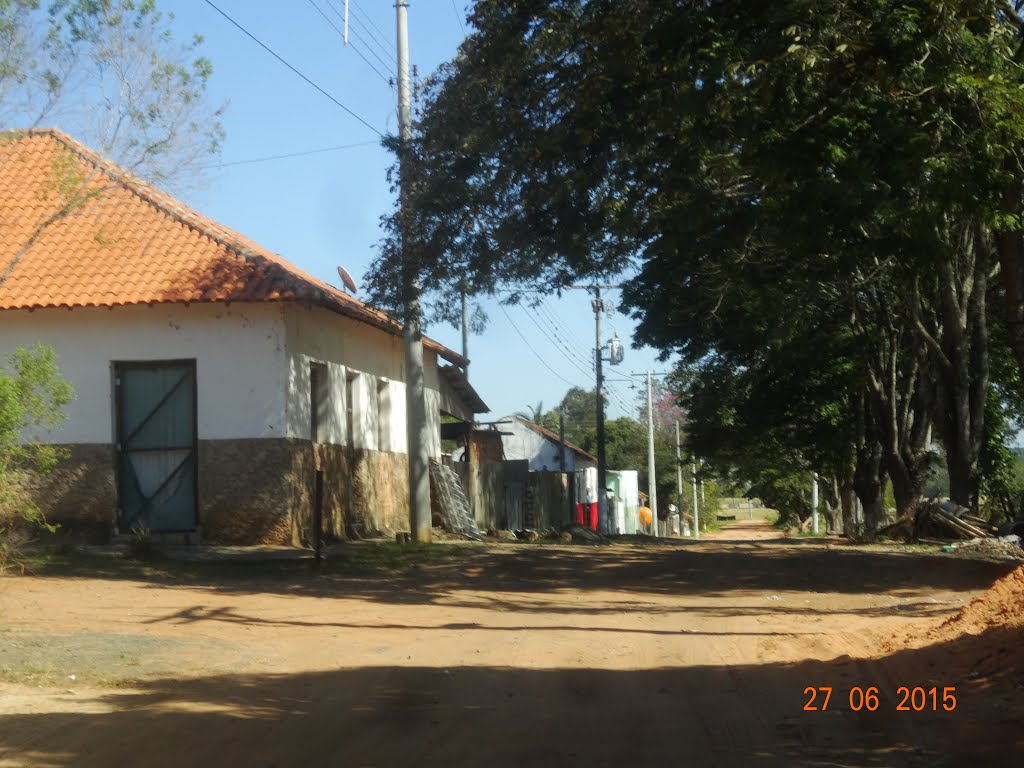
Aspecto local.

### Educação
- EMEF Professora Maria José de Campos Vasques[7]

### Saúde
- Extensão do Núcleo de Saúde Ana Maria Falqueiro[8]

### Saneamento
O serviço de abastecimento de água é feito pela Companhia de Saneamento Básico do Estado de São Paulo (SABESP).

### Energia
A responsável pelo abastecimento de energia elétrica é a CPFL Paulista, distribuidora do grupo CPFL Energia.

## Religião
O Cristianismo se faz presente no bairro da seguinte forma:

### Igreja Católica
- A igreja faz parte da Diocese de Bauru[14].

### Igrejas Evangélicas
- Congregação Cristã no Brasil[15].